# Eugenio I di Bisanzio
Eugenio I (in latino Eugenius I, in greco Ευγένιος Α΄?; fl. III secolo) è stato un vescovo romano, titolare della diocesi di Bisanzio per un periodo ignoto, ma tra gli anni 240 e 265.
Le cronologie patriarcali non concordano sulla durata del suo episcopato, poiché il periodo varia da cinque fino a venticinque anni. 